# Reserva Natural de Kämbla
A Reserva Natural de Kämbla é uma reserva natural localizada no condado de Harju, na Estónia.
A área da reserva natural é de 164 hectares.
A área protegida foi fundada em 1991 com base na área de conservação botânico-zoológica de Oti (em estoniano:  Oti botaanilis-zooloogiline kaitseala). Em 1998, a área protegida foi designada como reserva natural.